# Chartreuse de Portes
La chartreuse Sainte-Marie de Portes (en latin : cartusia Beatae Mariae Portarum) est implantée dans les montagnes du Bugey, à 1 000 mètres d'altitude environ, dans le département français de l'Ain et la commune de Bénonces. Il s'agit du troisième monastère de l'ordre cartusien en termes d'ancienneté et le deuxième en France après la Grande Chartreuse. En raison d'un certain nombre de moines béatifiés ou canonisés, elle reçoit le surnom de « chartreuse des Saints ».
La chartreuse est fondée en 1115 par Bernard et Ponce, moines bénédictins de l'abbaye Notre-Dame d'Ambronay, qui recherchaient une vie plus solitaire. De ses origines au XIVe siècle, Portes connaît une croissance rapide et joue un rôle important dans l'Ain et à l'intérieur de l'ordre des Chartreux. Le monastère est marqué par des conflits récurrents avec le prieuré Sainte-Marie d'Ordonnaz et les villages alentour pour des questions territoriales. La chartreuse est peu de fois victime des aléas naturels, politiques et religieux en sept siècles d'existence.
Le monastère est épargné lors de la Révolution française de 1789, mais livré au profane car les biens du clergé sont nationalisés. Après la dispersion des moines en 1791, plusieurs propriétaires se succèdent avant que Portes ne soit rachetée par l'ordre cartusien. Une seconde communauté s'installe de nouveau en 1855 avant de vivre une nouvelle expulsion en 1901, conséquence de la loi contre les congrégations religieuses. Après une nouvelle période laïque, la chartreuse de Sélignac rachète la propriété en 1952 et des membres de la communauté prennent possessions des lieux en 1971. Une partie de l'ensemble formé par les façades et les toitures est inscrit au titre des monuments historiques depuis le 20 février 1947.

## Localisation et toponymie
En 1638, le prieur de Portes, dom Joseph Monyer, écrivait que certains locaux disent que le couvent tient son nom de la montagne, dont un endroit ressemblait à une porte. Les moines interrogés n'en savaient rien, suivant simplement la toponymie usitée. Le nom Portes est vraisemblablement une traduction latine du terme local Golet, qui désigne « tout passage difficile et accessible aux seuls piétons, formé par quelques fentes irrégulières dans les murailles de rocher ! Sur l'ancien territoire de la chartreuse se trouve encore le Golet d'Ars, le Golet de la Dauphine et le Golet du mur. »

## Histoire
La chartreuse mère, dite la « Grande Chartreuse », est fondée en 1084 par Bruno, moine originaire de Cologne, et ses compagnons dans le massif de la Chartreuse. En 1091, Bruno fonde sa « sœur » la chartreuse de Calabre, où il meurt le 6 octobre 1101. Selon le mot du principal chroniqueur de l'ordre cartusien, dom Charles Le Couteulx (1639-1715), la chartreuse de Portes est la « fille aînée » de Chartreuse en raison de sa fondation par deux autres moines.

### Fondation

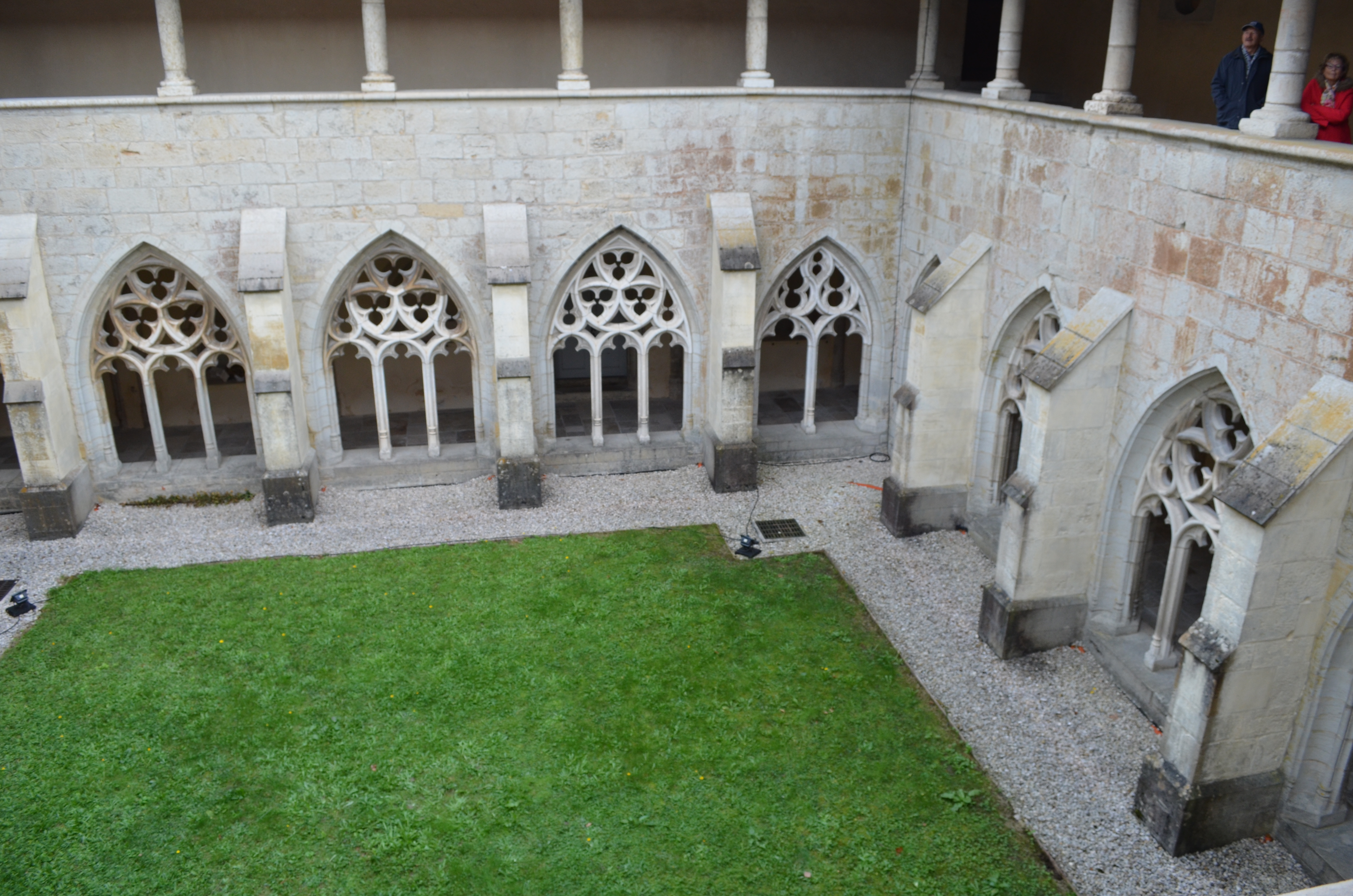
Cloître de l'abbaye Notre-Dame d'Ambronay, d'où les fondateurs de Portes sont originaires.

#### Installation de Ponce et Bernard d'Ambronay
La fondation de la chartreuse de Portes est connue par le récit qu'en fait le cofondateur Bernard Ier de Portes, dans une charte en langue latine connue sous le titre de Testament de Bernard, dont l'original existait encore en 1638, lorsque dom Joseph Monyer, prieur de la chartreuse, écrivait sa notice pour les annales de l'ordre cartusien (Annales Ordinis Cartusiensis, publiées en 1888). L'Histoire de Portes commence en 1115, quand les moines Bernard et Ponce quittent cette année-là l'abbaye Notre-Dame d'Ambronay, avec l'autorisation de l'abbé Didier, afin de mener une vie érémitique. Bernard décrit le lieu comme « vide d'habitants et de tout possesseur, excepté quelques parcelles qu'un petit nombre d'habitants du voisinage s'étaient appropriées selon leur gré ou leur pouvoir ».
Gaucéran, archevêque de Lyon, leur rend visite peu après leur installation, ainsi qu'une vaste compagnie de seigneurs, de roturiers, de prêtres et de curés. Selon Bernard, le prêtre Pierre de Briord affirme que le lieu était autrefois de droit de régale et appartenait conséquemment au diocèse de Lyon, selon une tradition qu'il tenait de son propre père. Gaucéran cède le désert aux moines, et il donne les droits « au Seigneur, à la Bienheureuse Vierge Marie et à nous [Bernard et Ponce] et à nos successeurs pour en jouir à perpétuité. » L'archevêque marque enfin les limites qui appartiennent aux moines afin qu'ils ne soient pas inquiétés.

#### Premiers ermitages et premières recrues
La même année, Boson de Benonces, issu d'une famille noble apparentée à Anthelme de Chignin, est le premier à rejoindre Bernard et Ponce. Il est suivi par Bernard de Portes, futur évêque de Belley et prieur de Portes, et peut-être Jean de Montmédy. Les premiers frères convers sont Bompar de Surre, Gauthier d'Onglaz, Hugues de Cassiaco, laïcs de familles nobles qui se montreront généreuses envers le monastère. Avec la permission de l'archevêque de Lyon, les moines quittent l'habit noir des bénédictins pour celui des chartreux. Selon les Annales, Guigues Ier, prieur de Chartreuse, envoie les frères Aymard et Pierre (et peut-être Boson susnommé) afin qu'ils leur apprenne les coutumes cartusiennes.
Selon une tradition, les premiers ermitages auraient été au lieu-dit La Courrerie (autrefois « Portes basses »), à 150 mètres en-dessous de la chartreuse actuelle et à une demi-heure de marche de Villebois. Cette tradition n'est toutefois pas confirmée par les plus anciennes archives : dans son Testament, Bernard indique que l'église « d'en-bas » est construite trois ans après celle « d'en-haut », et le lieu-dit se trouve en dehors des limites du territoire de Portes. Il est possible que La Courrerie fut un refuge provisoire en attendant la fin des travaux du nouveau monastère, construit en pierre à la place des anciennes cabanes, et qui prend le nom de Sainte-Marie de Portes. L'abbé Didier reconnaît l'indépendance de Bernard et de Ponce, qu'il délie de leur vœux d'obéissance envers lui, et les deux couvents maintiennent des rapports privilégiés. En 1128, lors de la consécration de l'église de La Courrerie, Gaucéran interdit l'entrée du « clos de Portes » aux femmes (sauf pour se rendre d'un lieu à un autre), aux chasseurs et aux hommes armés ; une nouvelle route réservée aux religieux est aussi créée.

### L'âge d'or (XIIe–XIVesiècles)

#### Une économie florissante

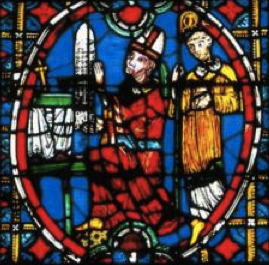
L'archevêque Renaud II, qui permet à Portes d'acquérir des terres. Vitrail de la primatiale Saint-Jean de Lyon.

L'achat, l'échange et le don permettent à Portes d'acquérir des terres. À la suite de la fixation des limites de Portes par l'archevêque Gauceran, plusieurs laïcs donateurs embrassent la vie cartusienne après avoir donné leurs biens à la chartreuse. En 1125, après la bénédiction de l'église de Souclin par Hugues, évêque de Grenoble, les droits des moines sont renouvelés et confirmés officiellement, avec le consentement des notables. L'archevêque de Lyon et l'évêque de Grenoble font en sorte que les biens de laïcs ou de monastères enclavés dans les limites du désert de Portes soient donnés ou vendus aux moines, en guise d'aumône. Le pape Innocent II confirme l'interdiction d'acquérir des terrains dans les limites du monastère par bulles pontificales en 1136 et en 1140. Les papes postérieurs renouvelleront régulièrement leurs promesses de protections envers la chartreuse de Portes, ainsi que les dauphins du Viennois et les comtes de Savoie.
Au début, les chartreux peinent à trouver leur subsistance en raison de l’apprêté du climat ; sur les 4 000 ha du désert, les 1 200 ha du clos des chartreux « se composait presque uniquement de forêts, de broussailles, de rochers et ne rendait donc que peu de chose. D'autre part, les chartreux ne possédaient pas de dîmes ». Dans les années 1130, Pierre Ier de Lyon leur permet d'acquérir un cellier en dehors du désert. En 1212, les prieurs de la chartreuse d'Arvière et de la chartreuse de Seillon (délégués du chapitre général de l'ordre) se rendent à Lyon pour demander à l'archevêque Renaud II d'autoriser Portes à acheter dans plusieurs hameaux dauphinois : des vignes à Gervais, près de Lagnieu (1212), les territoires du Boschet, à Saint-Sorlin (1215), et de Chalonne, en Dauphiné (1220), pour l'élevage d'agneaux, ainsi que la grange monastique de Fay, à Souclin (octobre 1220). Portes reçoit toujours plus de dons de terrains et de droits seigneuriaux, elle contrôle une bonne part de la plaine de l'Ain. En 1397, les chartreux rachètent le terrain du lac ou marais de « Morte de Chambo », appartenant à Guillaume de Groslée, et le lac des Hôpitaux, sur lequel ils avaient des droits de pêche depuis le milieu du XIIe siècle. Les chartreux possèdent un premier moulin près de La Courrerie, dont il ne reste que quelques traces, avant d'acheter celui de Valouse (1234 ou 1235) et celui de Bellet (1392), qui est alimenté par le ruisseau de Tréfond. Les donations testamentaires et en viager, pour les personnes désireuses de finir leur vie au monastère, apparaissent au XIVe siècle. Les chartreux de Portes deviennent bourgeois de Lagnieu, lorsque le notable Amblard Colombet, mort en 1413, leur cède cinq maisons, des terrains, et le patronage de la chapelle Saint-Pierre de l'église locale,.
Sous le priorat d’Étienne II de Châtillon (1185-1207), ce dernier règle le conflit de propriété entre Portes et l'abbaye clunisienne d'Innimont (1200), apparu sous son prédécesseur Rostaing (1178-1184). Étienne II passe plusieurs concessions de territoires et témoignages d'amitié avec les seigneurs de Langes-Montferrand (1193), ceux de La Balme (1197), ainsi que Hugues de Coligny (vers 1200) et les seigneurs de La Tour du Pin (1202). Le prieur établit aussi les premiers liens avec la maison comtale de Savoie ; par la suite, plusieurs seigneurs proches ou éloignés de Portes, comme Guy II d'Auvergne, firent de nombreuses donations de terrains, rentes ou de droits de passage, contre des prières pour leur Salut. L'exploitation de la forêt autour du monastère, l'élevage et la culture est directement administrée par les frères et les « familiers »,.
Portes n'a pas toujours de bonnes relations avec les villes voisines, avec qui elle va parfois jusqu'au procès. Afin de régler les conflits, elle passe des concordats avec Onglaz (1236 et 1309), Bénonces (1259, 1262 et 1323), Conand (1260), Arandaz (1270 et 1335), Saint-Rambert-en-Bugey (1270), Soudon (1278), Lompnaz (1289), Villebois (1316) dans le cadre de négociations sur les terres qui allaient aux uns et aux autres, et sur les droits et devoirs mutuels que pouvaient y exercer les laïcs et les moines. Ces concordats ne lui sont pas toujours très favorables en raison du développement de l'esprit communal, mais maintiennent une certaine harmonie entre Portes et ses voisins.

#### Relations entre Portes et le clergé

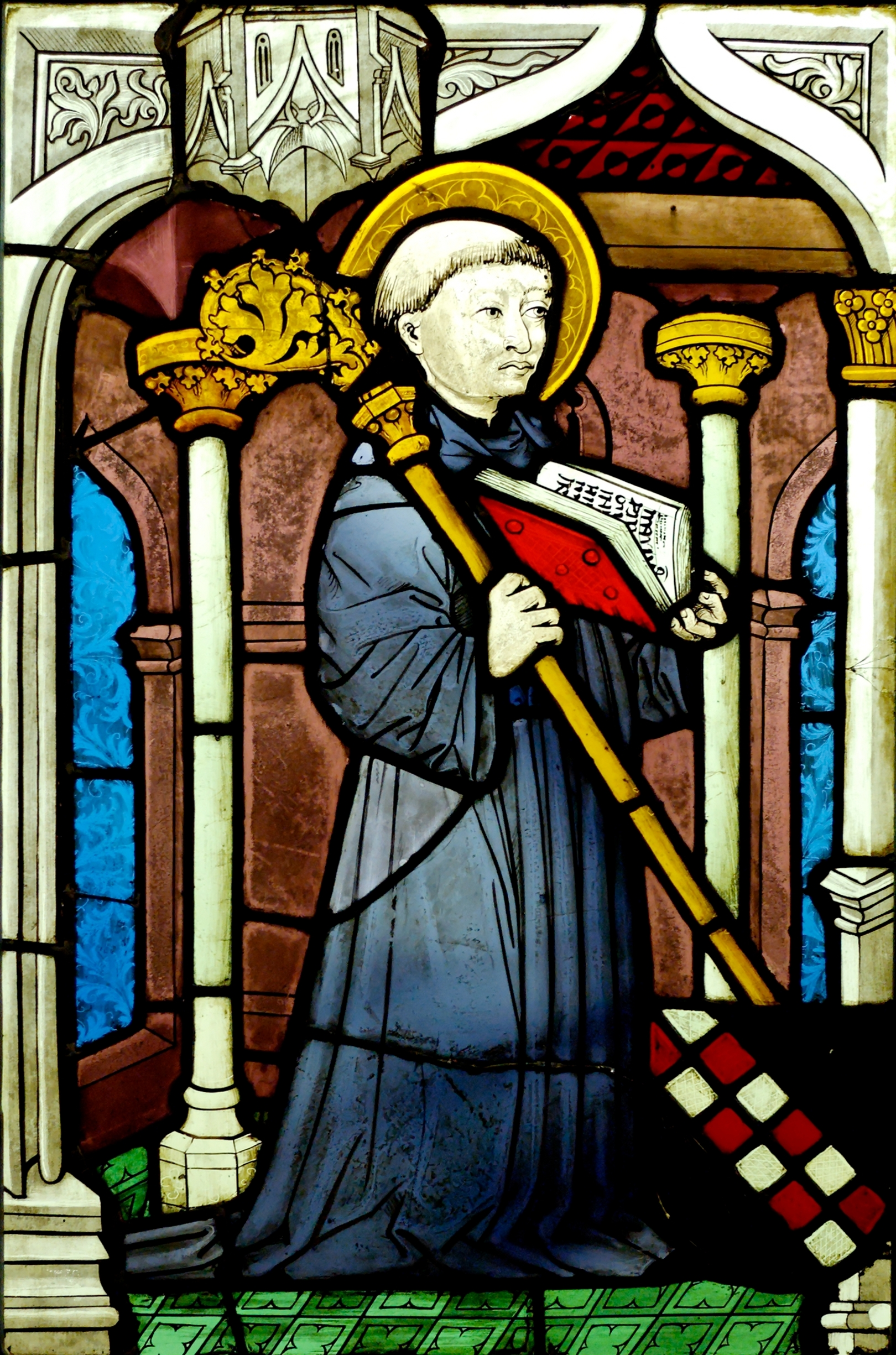
Bernard de Clairvaux, grand ami de Portes. Vitrail réalisé autour de 1450 et se trouvant au musée de Cluny.

Deux chartreux de Portes sont prieurs de la Grande Chartreuse et ministres généraux de l'ordre : Martin de Cogneron (1233-1236) et Bernard de La Tour (1247-1249 et 1253-1258).
Au nord de Portes, les clunisiens avaient fondé l'abbaye de Saint-Sulpice, dont l'abbé Humbert se lie d'une grande amitié avec Bernard Ier, et voulut introduire la règle de Bruno, plus austère que la règle de saint Benoît. Cependant, les religieux résistent à l'abbé Humbert jusqu'à sa mort, à laquelle occasion ils coupent leurs liens avec Portes. Amédée III de Savoie, constatant leur vie séculière, obtient que des moines cisterciens de l'abbaye de Pontigny s'y installent à leur place, vers 1130. L'abbaye renoue avec la chartreuse grâce à l'amitié entre l'abbé Bernard de Clairvaux et les prieurs Bernard Ier et Bernard II de Portes. L'abbé Bernard fait un arrêt à Portes durant un voyage pour rencontrer Guigues Ier de Chartreuse ; parmi les autres visiteurs illustres se trouvent  Pierre le Vénérable, abbé de Cluny, Ponce de Balmey, prieur de la chartreuse de Meyriat, et Guérin, fondateur et abbé de Sainte-Marie d'Aulps. Dominique de Guzmán serait allé à Portes en 1206, mais cela est regardé comme plutôt douteux par les historiens modernes.
En 1147, les chartreuses Portes, de Meyriat, de la Sylve-Bénite et d'Arvière s'opposent à la Chartreuse, et à leurs « sœurs » des Écouges et de Durbon, sur la nomination du moine Noël (ou Natal) à l'évêché de Grenoble, en successeur de Hugues II, issu de la Chartreuse. Noël venait d'arriver récemment à Portes lorsque le chapitre réunit l'avait élu. Par l'intervention de Pierre le Vénérable et de Bernard de Clairvaux, le pape Eugène III annule l'élection. Une délégation frondeuse de la Chartreuse vient pour intercéder en faveur de Noël ; la rupture de leur vœu de stabilité fait scandale et ils sont expulsés par leur prieur, Anthelme de Chignin. Il se peut que le conflit porte aussi sur le fait que les chartreuses dauphinoises voulaient maintenir leur influence sur Grenoble, et évincer un chartreux issu du lyonnais. Afin d'apaiser la situation, Bernard Ier démissionne et laisse sa place à Bernard de Portes, qui devient Bernard II de 1147 à 1148. Bernard Ier redevient prieur en 1149 puis, pour consolider la paix avec la Chartreuse et en raison de son grand âge, il démissionne en 1155 au profit d'Anthelme,.
Les chartreux de Portes ont un contentieux récurrent avec les chanoines réguliers de Saint Ruf : ceux-ci avaient fondé un petit prieuré Sainte-Marie à Ordonnaz sur un terrain cédé probablement par les seigneurs de Saint-André. Voulant reculer leurs limites, ils empiètent sur les terres de Portes, avec qui ils trouvent un arrangement entre 1118 et 1125, au temps du prieur Jean d'Ordonnaz et durant le premier priorat de Bernard Ier. En 1141, les chanoines convoitent de nouveau les terres ; en 1147, Bernard II demande cette fois l'intervention de Falque, archevêque de Lyon : suivant les traités établis au temps de Gaucéran et d'Innocent II, il tranche en faveur de Portes. À la demande du prieur Étienne Ier, qu'il faut peut-être identifier avec Étienne de Chalmet, le pape Adrien IV envoie vers 1168 un rescrit à Guichard de Lyon afin qu'il règle définitivement l'affaire. Guichard renouvelle et scelle, par des bornes de pierre, les limites de Portes telles que fixées par l'archevêque Falque. En 1209, un nouvel arrangement doit être négocié entre Portes et Ordonnaz sous la direction de Ponce II, évêque de Mâcon et délégué du pape Innocent III. Le 4 avril 1212, l'abbé Falcon promet de déplacer le prieuré à Feyzin et de donner Ordonnaz et ses possessions aux chartreux de Portes, en échange d'une rente par ceux-ci ; l'accord est confirmé par l'évêque de Belley et le pape, mais il n'est jamais acté. En 1152, Ordonnaz recoit la permission de Portes pour s'installer sur ses terrains en échange d'un respect des règles. Mais Ordonnaz emploie des femmes pour cultiver ses terrains et permet à des familles de s'installer, alors que l'accord stipulait bien le respect de l'interdiction d'une présence féminine dans le désert de Portes, pour la vertu et la réputation des moines, et que les terres ne pouvaient appartenir aux laïcs. Les chartreux finissent par en appeler au pape Honorius III, qui, par une bulle du 28 janvier 1223, demande à l'évêque de Belley d'agir. Mais celui-ci ne fait rien et les chartreux finissent par laisser faire, constatant que cette main-d'œuvre était utile pour défricher la forêt à l'entour. Durant le XIVe siècle, des conflits s'ajoutèrent avec les habitants qui, regroupés autour du prieuré d'Ordonnaz, lui permirent de former la cité de la Villeneuve et d'acquérir des franchises en 1337.
Dans les années 1260, l'abbaye de Saint-Rambert entre en conflit d'intérêts avec la chartreuse à plusieurs reprises, et des plaintes mutuelles amènent à un procès au début de 1282. L'acte de jugement se montre favorable envers Portes et  l'abbé de Saint-Rambert ameute les habitants de la ville, qui mettent à sac la chartreuse. Le comte Philippe Ier de Savoie écrit au juge de Saint-Rambert d'examiner cette affaire : en juin 1282, les habitants qui saccagèrent Portes et l'abbé de Saint-Rambert doivent payer 26 £ viennoises en dédommagement aux chartreux.

### Les bâtiments face aux aléas
Principalement en raison de procès coûteux et de régulières maraudes commises par les habitants des villes à l'entour, le monastère de Portes a beaucoup de difficultés pour prendre soin de ses bâtiments. Par exemple, en 1682, le moine bénédictin Jean Mabillon, en voyage à Portes pour y trouver des manuscrits rares et anciens, décrit les cellules comme : « vieilles, humides et petites ; tout y respire l'austérité des premiers solitaires ».
Vers 1148, un tremblement de terre bouleverse l'Ain et l'église de Portes est détruite. Elle est rapidement reconstruite grâce aux dons, certains venant de nobles laïcs ou d'importants religieux, dont le nouvel archevêque de Lyon, Humbert de Bâgé, qui préside la cérémonie consacrant le nouvel édifice. Sous Antoine II Guimet, elle est reconstruite en 1660 car vétuste ; la première pierre est bénie par le prieur Claude de Hée, le « Père éternel » de Pierre-Châtel. L'église, reconstruite selon les goûts de l'époque, mesura alors 25 m de longueur, 7,50 m de largeur et 9 m de hauteur.
En 1282, excités par l'abbé de Saint-Rambert, vingt-et-un habitants s'arment et saccagent l'église et la sacristie de Portes, blessent plusieurs chartreux et volent trois caisses et 9 £ viennoises. Ils leur rendront plus tard les caisses et 8 £ moins deux sous.

### La Renaissance et le Grand Siècle (XVe–XVIIesiècles)

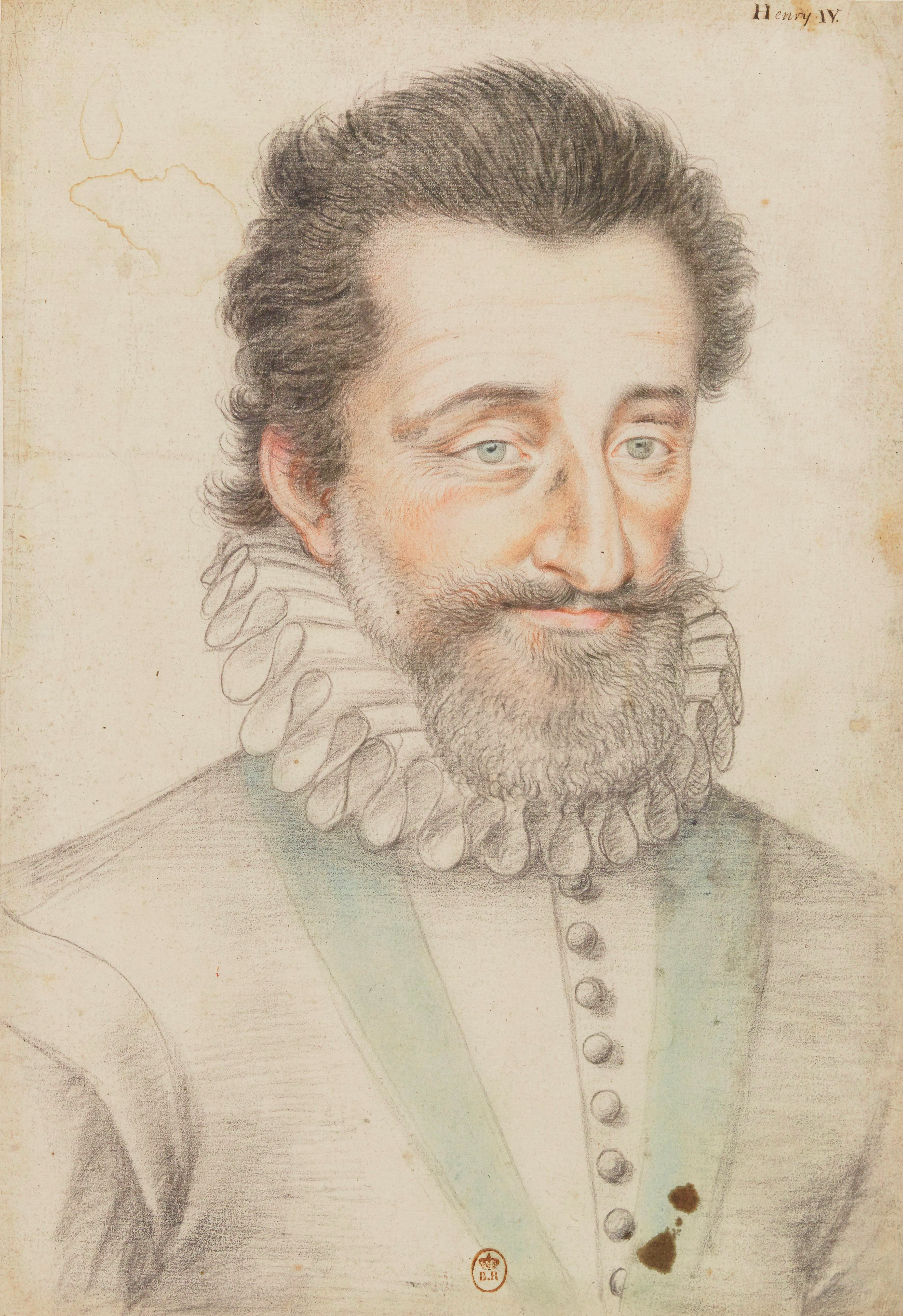
Henri IV, roi de France, qui épargne Portes durant la guerre franco-savoyarde. Dessin de François Quesnel, vers 1602.

Entre la fin du XIVe et le début du XVIe siècle, Portes est gouvernée par des prieurs issus de villages locaux, qui ont souvent cette charge longtemps et à plusieurs reprises : Pierre VI Dufour (quatre fois), Jean VII Pellerin, dit Guillet (deux fois), Pierre VII Quinson (trois fois), Guillaume VII Colombet, Simon Gros, Jean XI Ravier, et André Thouard, dit Chapuis. L'ordre des chartreux est divisé durant le Grand Schisme d'Occident : les chartreuses de France et d'Espagne sont favorables au pape d'Avignon Clément VII, alors que celles d'Allemagne et d'Italie prennent le parti d'Urbain VI. En cela, l'ordre cartusien a un ministre général en Italie et un autre en France. Les religieux de Portes, dans leur lointaine solitude, « continuèrent leur vie de pénitence en priant pour le pape légitime quelqu'il [sic] fût ». La réunion des ministres généraux a lieu en 1412, par leur reconnaissance de la légitimité de Jean XXIII, un autre antipape. Le noviciat est supprimé à la fin du XVIe siècle et ne sera restauré qu'en 1971.
À cette époque troublée, Portes ne demande pas de protection pontificale comme par le passé, mais les comtes puis ducs de Savoie et les seigneurs locaux continuent de protéger et de concéder des terrains au monastère. Celui-ci est victime de vols de bestiaux et de bois, ainsi que de contestation ou même vol de ses droits de propriété par les villes voisines, contre lesquelles elle entre en procès. Le pape Paul III, dans une lettre du 8 janvier 1469 pour répondre aux suppliques cartusiennes, et le commissaire pontifical de Lyon François Josserand, en 1495, écrivent aux officiaux de prononcer la peine d'excommunication contre les dévastateurs ou voleurs passés et futurs. En raison de son éloignement et malgré ses terrains, le monastère de Portes manque fréquemment d'argent, au point que ses bâtiments se délabrent, et les moines ne peuvent plus prêter de l'argent sans obliger un remboursement. En 1463, le chapitre général des Chartreux doit obliger le prieur Aymonet Régalis à agir. Dans les années suivantes, celui-ci et ses successeurs essaient de trouver de l'argent en albergeant des droits de pêche de l'étang de Sault, près de Saint-Nizier-le-Désert, ou en autorisant l'essartage, le labourage et l'agriculture de leur terre du Soulliet, près de Benonces, aux habitants de la ville. D'autres contrats sont conclus avec les villes voisines,.
Les rois de France Charles VI, Charles VII et Louis XI font plusieurs lettres patentes pour confirmer les privilèges accordés à Portes sur leurs domaines en Dauphiné. Sous le second priorat de Claude Delapierre (1594-1604) éclate la guerre franco-espagnole en 1595, et le duc de Savoie Charles-Emmanuel Ier est allié du royaume d'Espagne. Le duc de Biron épargne le monastères de Portes durant la conquête de la Franche-Comté, et le roi de France Henri IV octroie, le 8 avril 1600, une lettre de sauvegarde à Portes durant la guerre franco-savoyarde. Son fils Louis XIII, en 1620, confirme tous les privilèges accordés par les rois de France et les comtes puis ducs de Savoie précédents aux chartreuses de Portes, d'Arvière et de Pierre-Châtel. En 1663, Louis XIV confirme en plus les privilèges pontificaux, ainsi que par lettres patentes de novembre 1678, l'interdiction de la chasse dans les limites de Portes sans la permission du prieur.

### LeXVIIIesiècle
Entre les années 1660 et la veille de la Révolution française, Portes continue d'avoir des tensions avec ses voisins, notamment Villebois, qui continuent de la voler et contre lesquels elle a des procès. Ces tracas l'empêchent de correctement prendre soin des bâtiments du monastère. Mais contrairement à d'autres ordres religieux, l'ordre cartusien garde une certaine vitalité et Portes réussi à éviter la décadence, ainsi que des relâchements vis-à-vis de la règle de Bruno. Les visiteurs notent la ferveur religieuse des chartreux de Portes. Sous la direction de prieurs érudits et curieux, les moines commencent une véritable entreprise pour écrire l'histoire du monastère, d'autant plus difficile que des années de négligences avaient fait disparaître ou pourrir de précieux documents sur son passé.
Durant le priorat de Jean-Baptiste II Bernard, en 1713, la chartreuse se porta acquéreuse du marquisat de Saint-Sorlin, dont le roi de Sicile Victor-Amédée II cherchait à se débarrasser car rapportant peu de rentes. Cela permettait de mettre un terme à la contestation par les habitants locaux de la propriété de certaines terres que les moines possédaient. Mais le payement oblige des emprunts et les fermiers généraux firent gonfler les prix de rachats de certains droits ; tout ne fut définitivement réglé qu'en 1723. Cela ne mit pas un terme aux procès, aux vols ou aux arrangements par et avec les communes, dont plusieurs notables n'honorent pas ni ne défendent les intérêts du monastère quand il est dans son bon droit.
Durant ce siècle, les conflits entre Portes et plusieurs monastères se terminèrent définitivement : en 1773, l'ordre de Saint-Ruf demanda sa sécularisation après des années de relâchement, fermant le prieuré d'Ordonnaz ; en 1788, le pape Pie VI, sur proposition de Louis XVI, sécularise les monastères clunisiens de l'ancienne observance, fermant les abbayes de Saint-Rambert et d'Innimont.

#### La Révolution française

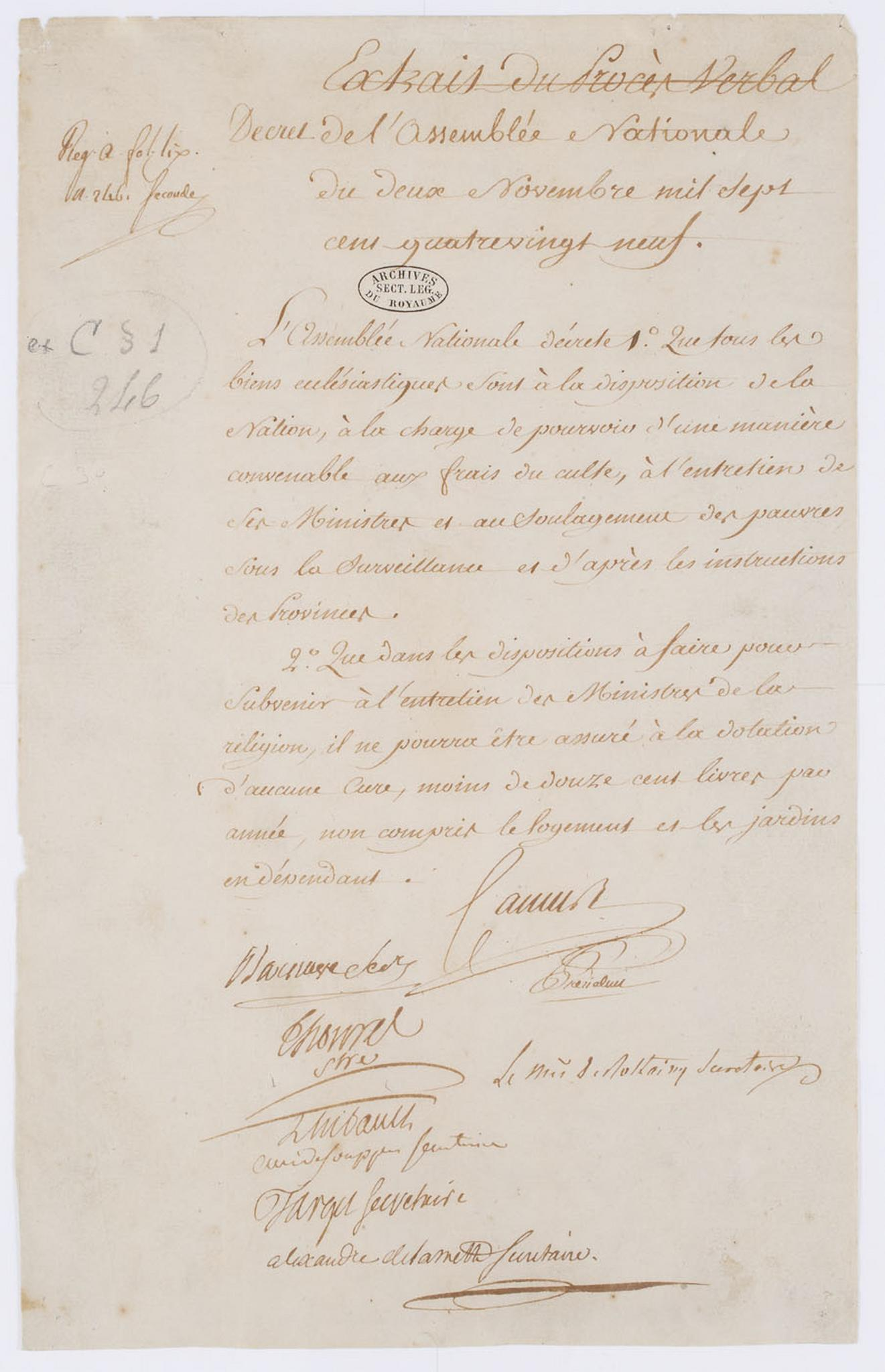
Décret du 2 novembre 1789 nationalisant les biens du clergé.

Durant la Nuit du 4 août 1789, l'Assemblée nationale constituante vote l'abolition des privilèges et des droits seigneuriaux. Si les droits seigneuriaux rapportaient beaucoup plus de soucis que d'avantages, la chartreuse de Portes n'a pas trop de regrets à s'en séparer ; cependant, elle s'agite d'être spoliée de tous ses biens et des troubles causés par les pillards durant la Grande Peur. Les décrets du 11 août (abolition de la dîme ecclésiastique), du 28 octobre (interdiction de formuler des vœux monastiques) et du 2 novembre 1789 (nationalisation des biens du clergé) sont mortels pour Portes. Dans les jours qui suivent, le prieur Honoré Mérille se résigne à être expulsé ; pour couper court aux calomnies affirmant que les religieux dilapidaient leurs biens et leur richesse, il invite d'abord le comité de Lagnieu à faire l'inventaire de la chartreuse, puis lui envoie (le 8 janvier 1790) un procès-verbal de l'inventaire fait par ses soins.
Le 17 avril 1790, le curé Antoine Nivière, maire de Benonces, apporte aux neuf pères et aux quatre frères donnés le décret de l'Assemblée, daté du 13 février, qui ordonne la surpression des ordres monastiques hors éducation et œuvres de charité, et qui promet une pension aux religieux et religieuses apostasiant leurs vœux et leurs habits. Les pères signèrent l'acte de reconnaissance du décret, mais ne veulent pas cesser de mener leur vie consacrée. Un inventaire par la municipalité de Benonce est fait le 1er mai 1790, puis le père Antoine Semène meurt le 13 mai 1790. Le père-procureur Isidore Trie quitte la chartreuse le 22, déclarant être devenu inutile, avant que les frères Bruno Laurent et Nicolas Duprey fassent de même les 12 et 21 janvier 1791.

Face à l'obstination de la majorité des moines et moniales à rester dans leurs monastères, l'Assemblée décrète, le 4 octobre 1790, qu'il leur sera indiqués des communautés où se retirer avant le 1er avril 1791. Cependant, les pères de Portes traînent et, le 15 avril, demandent l'autorisation aux administrateurs locaux du Directoire de leur accorder un petit mobilier, car ils ne possédaient que le maigre nécessaire. La requête est acceptée le 28 mai 1791 et la chartreuse est vidée de ses occupants le surlendemain, mais le père Michel Vallet continue de garder sa cellule. Pour pouvoir rester, il doit prêter serment de respecter la constitution civile du clergé et de quitter l'habit cartusien. Le curé Nivière avait quitté sa fonction de maire pour raison de santé et s'était rétracté de son serment envers la constitution civile. Le père Vallet le remplace du 21 septembre au 4 octobre 1792, comme « prêtre desservant » de Benonces, jusqu'à l'arrivée du prêtre constitutionnel Baptiste Pèlerin. Soutenu par des voisins bienveillants, Michel Vallet meurt en 1799 et est enterré chez l'abbé Martin, missionnaire d'Arandaz.

### Première période laïque (1791-1855)
Le mobilier, les terres et les maisons des chartreux sont vendues. Louis Morcel, grangier du domaine du clos de Portes et ami des chartreux, rachète le domaine de la Courrerie le 2 avril 1791 (25 000 £) et son mobilier le 3 juin (1 200 £), à la prière du P. Mérille, mort en 1796 dans la Dombes, dans l'espoir de jours meilleurs qui permettraient de la rendre à Portes. Le reste des terrains est acheté par des habitants de Lagnieu, Villebois, Benonces et Saint-Rambert. Les ventes sont difficiles car le domaine de Portes est peu favorable à la culture et ne pouvait être acheté sans les prés et les forêts. Les boiseries, meubles profanes ou sacrées, statues pieuses sont dispersées dans des églises et des antiquaires. Les parchemins anciens sont conservées aux archives de l'Ain, et les livres furent transportés au chef-lieu du département, avant de disparaître en grande partie. Un des rares éléments de mobilier à avoir survécu aux troubles révolutionnaires est l'olifant en ivoire qui faisait partie du trésor de la chartreuse, et dont la tradition veut qu'il y ait été déposé vers 1400 par des bergers qui l'auraient trouvé dans la grotte de « La Balme à Roland » à Ordonnaz. Lors des premiers soubresauts de la Révolution, les moines confient l'olifant à Thomas Riboud, un érudit local qui avait étudié l'objet lors d'un séjour à la chartreuse en 1781 et le conserve jusqu'à sa mort en 1835. L'ivoire est alors racheté par le duc de Luynes, qui en fait don à la Bibliothèque nationale de France en 1862.
M. Fateau, acquéreur de Portes, s'installe avec sa famille et la chartreuse devient une métairie. La famille habite dans la cellule du prieur et fait détruire les autres, sauf la D qui était celle de Michel Vallet. L'église devient une remise à foin, la chapelle et la sacristie une écurie. Le réfectoire est divisé de sorte à faire des appartements pour ses enfants. Le chapitre de Portes, la chapelle Saint-Anthelme, fut cependant conservée car le père Vallet y faisait la messe. En 1815, lorsque M. Fateau quitte Portes et la divise entre ces cinq enfants, il ordonne que ladite chapelle garde son caractère religieux. En 1821 et 1822, les trois frères Fateau vendent chacun leur part aux frères Goras, marchands de bois d'Artemare, qui eux-mêmes vendent leur propriété en 1836. Elle est acquise par Me Roselli-Mollet, avocat à Belley, qui achète les parts d'Eugénie et Claudine Fateau en 1840. Celle-ci, mariée à Guillaume Janin, natif de Talissieu, continue de cultiver la part du domaine dont il est propriétaire. La chapelle Saint-Anthelme et de l'église furent désacralisées par le nouveau propriétaire ; les animaux y habitant furent ravagés par les maladies, Janin vit en cela une malédiction divine.
Poursuivit par de nombreux créanciers, Me Roselli-Mollet tente de vendre Portes à M. Couchaux, architecte lyonnais, pour 460 000 Fr. Mais le nouvel acquéreur, trompé sur la valeur des bâtiments, préfère payer 100 000 Fr. de dédite. L'avocat vend alors la chartreuse aux enchères le 22 août 1850 ; les adjudicataires pour 165 000 Fr. sont MM. Briand-Favre et Dunoyer. Le 10 mars 1853, l'ancien monastère est vendu à MM. le Maire et Fare, de Lyon, sous le cautionnement d'Antoine Maudre, négociant de Sainte-Colombe, qui s'y installe. Maudre connaissant des difficultés pour payer le cautionnement et les acquéreurs étant poursuivis en justice, les bâtiments sont de nouveaux annoncés aux enchères le 4 novembre 1855.

### Première restauration (1856-1901)

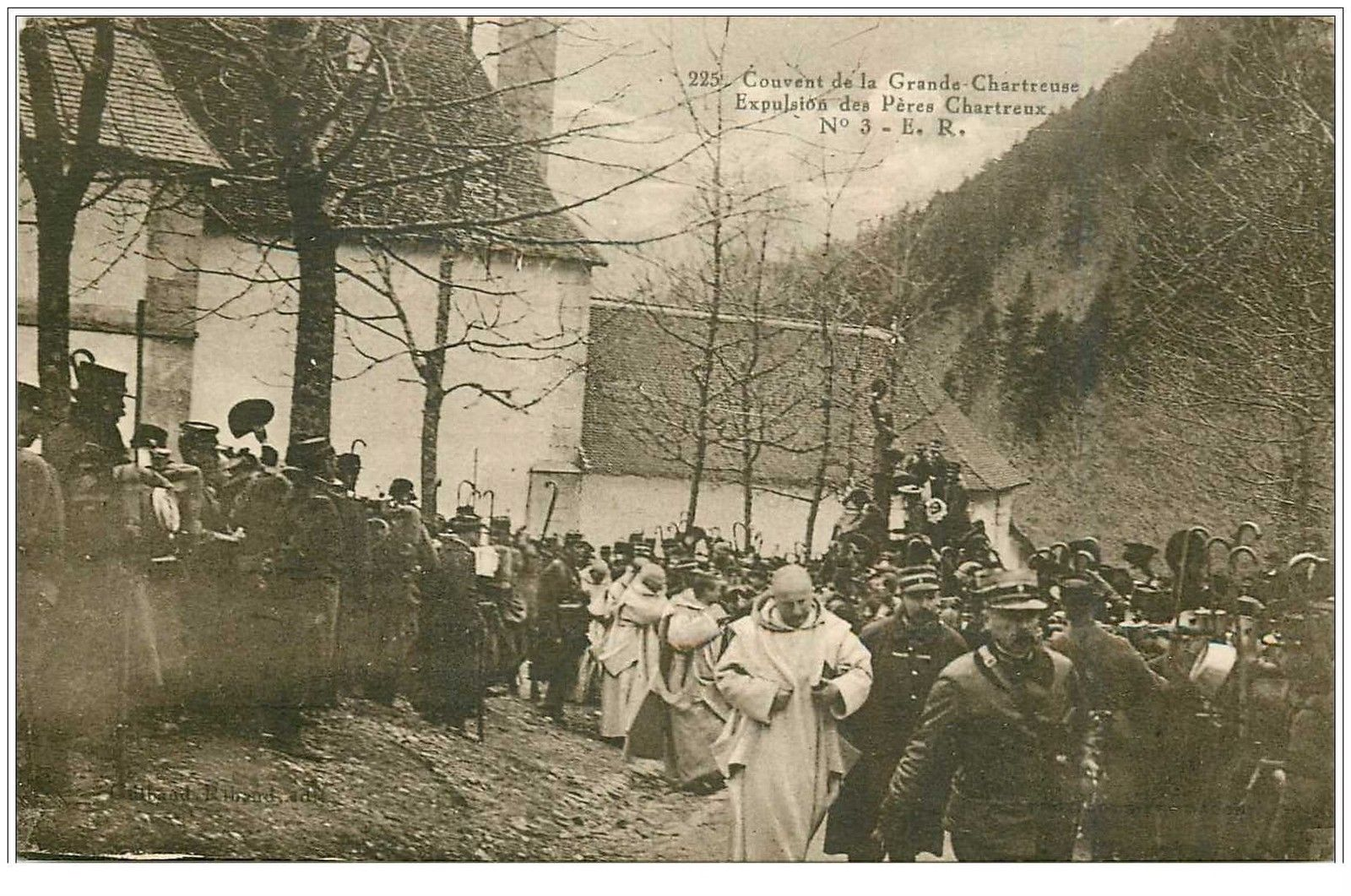
Expulsion des moines de la Grande Chartreuse, le 29 avril 1903.

Bernard Peter, recteur de la chartreuse du Reposoir, et un frère convers sont députés par Jean-Baptiste Mortaize, père général de l'ordre, afin d'y reconstituer la communauté, les bâtiments étant assez bien conservés et les conditions pour la racheter favorables. Les habitants de la région et Georges Chalandon, évêque de Belley, montrèrent beaucoup de joie au retour des chartreux, alors le chapitre général vota pour le rachat de la maison le 1er mai 1855. La propriété comprenait 209 ha sur le canton de Lhuis, 28 ha pour celui de Saint-Rambert et 68 ha pour celui de Lagnieu, avec 160 ha de forêt et 145 ha en terre (dont 60 ha labourables). La vente a lieu le 14 novembre 1855, les chartreux sont représentés par Me Joseph Valentin, notaire du Pont-de-Beauvoisin en Savoie, qui fait monter l'enchère à 95 000 Fr. ; les moines s'y réinstallèrent le 30 novembre, avec Bernard Peter comme nouveau prieur.
La réhabilitation de la totalité du monastère est difficile et dure jusqu'en 1859. Une fois l'église refaite et la nouvelle cloche installée, le prieur Bernard écrit que, le samedi saint du 23 avril 1859, « la communauté y vint alors avec bonheur chanter les vêpres de Pâques et, après les offices de la nuit, y chanter le lendemain les offices du grand jour de la Résurrection. » La chartreuse de Portes fut de nouveau consacrée à la vierge Marie par le prieur et l'église consacrée par le nouvel évêque de Belley, Pierre-Henri Gérault de Langalerie. On fit une plantation de sapins , quelques constructions supplémentaires, dont divers monuments religieux. Les moines étaient réputés pour leur hospitalité et la chartreuse un petit lieu de pèlerinage. Les relations avec les autorités civiles sont excellentes, les impôts du monastère payés à Benonces constituent le tiers du budget communal. Le monastère fait aussi beaucoup la charité aux particuliers ou aux indigents, et participe à la construction ou à la restauration d'écoles et d'églises dans les villages voisins.
La loi sur les associations de juillet 1901, qui a un régime d'exception pour les congrégations religieuses, bouleverse le monastère : pour se former, elles doivent formuler la demande d'une autorisation, mais celle de l'ordre des Chartreux (comme beaucoup d'autres) est refusée. Le chapitre général extraordinaire se réunit fin août 1901 et décide de la fermeture le 1er octobre de toutes les chartreuses de France, sauf la Chartreuse. Du 24 septembre au 30 septembre 1901, les chartreux de Portes et d'autres monastères traversent les Alpes pour la Suisse ; ils se réfugient à Saxon-les-Bains, dans le Valais. Le prieur de Portes, Éloi Lecomte, décide de rejoindre la Chartreuse ; le frère Évode Olagnier, gravement malade, et un frère infirmier restent à Bénonces, d'où ils partent  le 21 novembre 1901. Les moines de la Chartreuse quittent le monastère manu militari le 29 avril 1903, durant la seconde expulsion des congrégations.

### Seconde période laïque (1902-1951)
Entre 1903 à 1907, la chartreuse est confiée à divers fermiers, avant d'être rachetée en 30 mai 1907 pour 56 000 Fr., par le docteur Blanchet, un ami des chartreux, qui en fait un lieu de villégiature estival. Mais trop éloignée des voies de communication, elle ne rencontre pas le succès. Une société produit une liqueur (la « Portésine ») puis des confitures aux bourgeons de sapins, mais c'est encore un échec. Durant la Seconde Guerre mondiale, Portes est un refuge des résistants de la région.

### Seconde restauration (depuis 1952)

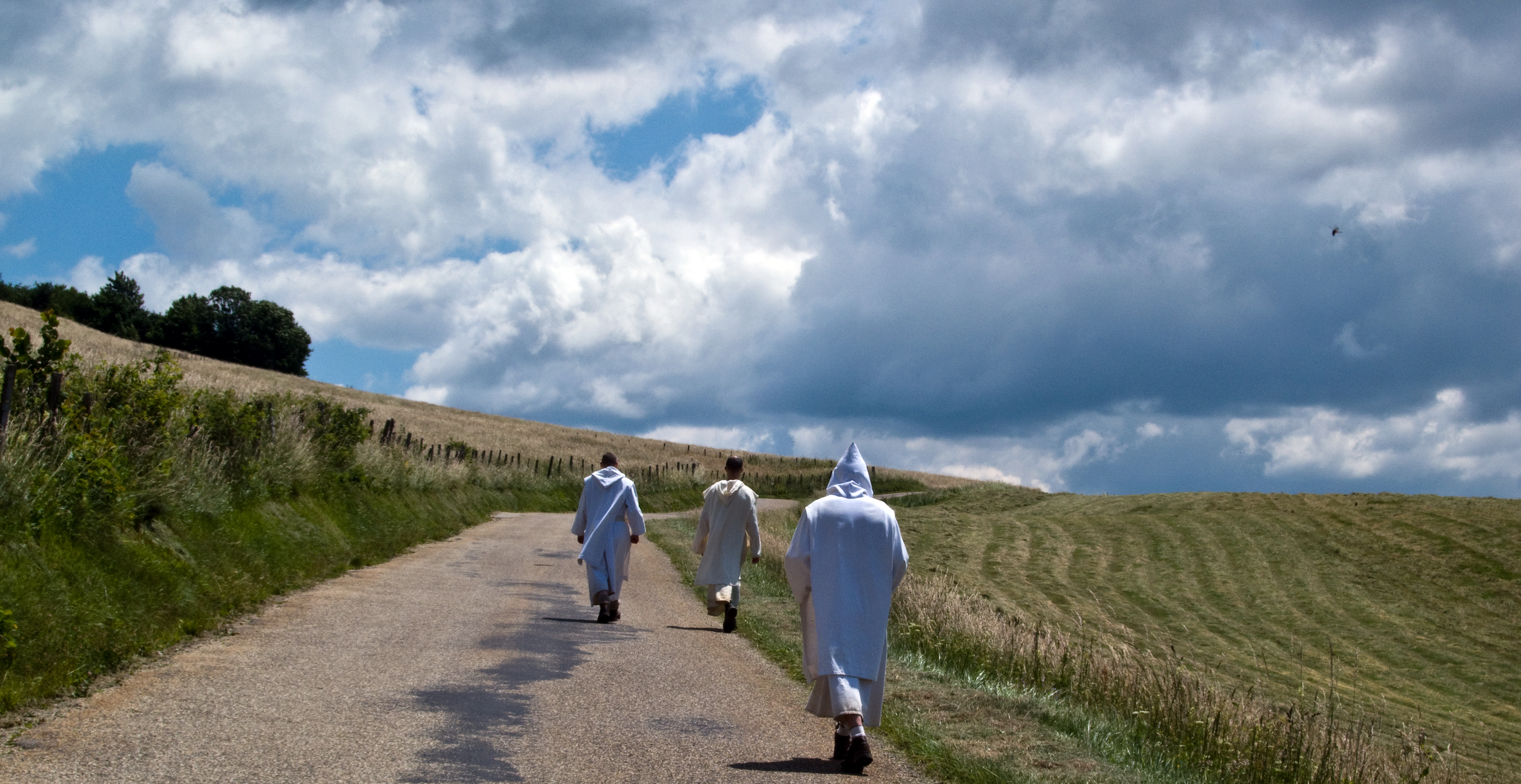
Moines de Portes se baladant en juin 2009.

Le 7 août 1952, Jean-Marcel Servonnat, éleveur, vend le monastère aux chartreux de Sélignac. Le 4 juillet 1955, Emmanuel Cluzet (procureur de Chartreuse) est chargé de remettre le monastère en état, afin que la communauté de Sélignac s'y transporte. Finalement, le projet est abandonné car le climat est rigoureux et la maison n'est pas assez grande. Emmanuel Cluzet supervise les travaux, plante de nouveau des sapins et une partie des moines de Sélignac, menée par le prieur Marie-Paul Chapeau, s'établit à Portes le 29 juin 1971. En 1985, la communauté était composée de dix moines, dont trois profès et un novice (qui devait prononcer ses vœux le 8 décembre 1985), et de sept frères donnés, dont un novice.
Depuis le 1er septembre 2023, Foulques-Marie Vidor est le prieur de la chartreuse de Portes.

## Personnalités

### La «chartreuse des saints»
La chartreuse de Portes est couramment surnommée la « chartreuse des saints », car plusieurs des moines y ayant fait profession sont reconnus bienheureux ou saints par l'Église catholique. Le premier groupe reconnu officiellement se compose de : 
- saint Arthaud de Belley (1101-1206), fondateur de la chartreuse d'Arvière, dont il est le premier prieur (1132-1188), et évêque de Belley (1188-1190)
- saint Anthelme de Chignin (1107-1178), quatrième prieur de Portes (1157-1159) et évêque de Belley (1163-1178)
- saint Étienne de Châtillon, (1150-1208), septième prieur de Portes (1185-1207) et évêque de Die en Dauphiné (1207-1208)[12]
- bienheureux Airald, (c.1080-1146), évêque de Saint-Jean-de-Maurienne[13]
- bienheureux Bernard II de Portes (mort en 1152), second prieur de Portes (1147-1148)
- bienheureux Bernard de La Tour (mort en 1258), dixième prieur de Portes (1229-1244)

Le second groupe de moines est mort en odeur de sainteté et leur culte est toléré par l’Église catholique :
- bienheureux Bernard Ier de Portes (mort en 1158), cofondateur de la chartreuse de Portes, dont il est le premier et le troisième prieur (1115-1147 puis 1149-1155)
- bienheureux Hugues le Chartreux (mort en 1155), évêque de Grenoble (1131-1148) et archevêque de Vienne (1148-1155)
- bienheureux Jean de Montmédy (mort vers 1158-1161), moine reconnu et apprécié de son vivant comme un maître spirituel
- bienheureux Étienne de Chalmet (fl. 1134-1147), frère cadet du précédent, possible cinquième prieur de Portes (1158-1178) et auteurs de traités spirituels

## Héraldique
Dédié à la vierge Marie, il y a dans les armoiries et le sceau du prieur de la chartreuse de Portes une image ou le monogramme de celle-ci.